# Ran Ben Shimon
Ran Ben Shimon (Petaj Tikva, Israel, 28 de noviembre de 1970) es un exjugador y entrenador de fútbol israelí. Actualmente dirige a la selección de Israel.

## Trayectoria

### Como jugador
Nacido en Petaj Tikva, en el seno de una familia judía, Ben Shimon comenzó su carrera profesional en el Maccabi Petah-Tikvah en 1987, donde jugó hasta la temporada 1994-95. Posteriormente, el entrenador del Hapoel Haifa, Avram Grant, se interesó en él para reforzar su defensa y el club lo terminó comprando por $450.000.
Durante su etapa en Haifa, se convirtió en el capitán del club y fue partícipe del título de la Liga Nacional de Israel en la temporada 1998-99 que obtuvo bajo la dirección de Eli Guttman.En la temporada 2001-02, se marchó al Hapoel Petah-Tikvah y un año más tarde firmó con el Bnei Yehuda donde se retiró del fútbol profesional.

### Como entrenador

#### Inicios
Después de retirarse como jugador, Ben Shimon comenzó a entrenar al equipo juvenil del Maccabi Tel Aviv y luego dirigió al primer equipo del Hapoel Haifa en 2006. Durante la temporada 2006-07, entrenó al Ironi Kiryat Shmona y lo ascendió de la Liga Leumit a la Liga Premier por primera vez en su historia. En la campaña siguiente, llevó al equipo al tercer puesto de la liga, lo que le dio un boleto para la Copa de la UEFA.
En abril de 2008, Maccabi Tel Aviv lo anunció como su entrenador para la temporada 2008-09. Antes del inicio de la temporada, había grandes esperanzas depositadas en el equipo a partir de la cantidad de dinero que invirtió el propietario del club, Alex Shnaider. Sin embargo, el equipo no mostró un buen fútbol y después de sólo ocho jornadas de liga, de las cuales el equipo sólo logró dos victorias, fue despedido de su cargo en el mes de noviembre.
El 12 de abril de 2009, inició su segunda etapa al frente del Ironi Kiryat Shmona. Luego de devolverlos a la máxima categoría, obtuvo dos Copa Toto y una Liga Premier en la temporada 2011-12. Sin embargo, al final de la campaña, dejó su cargo por desacuerdos con el dueño del club.

#### Primeros pasos en Europa
En julio de 2012, asumió al frente de su primer equipo fuera del continente asiático, AEK Larnaca. Después de alcanzar el cuarto puesto en la Primera División, se marchó al Hapoel Tel Aviv en mayo de 2013 donde firmó un contrato por dos temporadas. Sin embargo, fue relevado de sus funciones al final de la campaña.
El 11 de junio de 2014, fue oficializado como técnico del Maccabi Petah-Tikvah. En febrero de 2016, presentó su renuncia al cargo tras una serie de malos resultados.
En junio de 2016, Ben Shimon fue contratado por el Beitar Jerusalén. El 5 de febrero de 2017, la directiva del club rescindió su contrato por "unanimidad" luego de recibir críticas de los aficionados por los resultados obtenidos. Nueve días más tarde, fue anunciado como entrenador del FC Ashdod hasta el final de la temporada.

#### Selección de Chipre
El 5 de julio de 2017, fue nombrado al frente de la selección de Chipre. Después de finalizar en el cuarto puesto del Grupo I en la clasificación para la Eurocopa 2020, su contrato no fue renovado por la Asociación de Fútbol chipriota en noviembre de 2019.

#### Nueva etapa en Israel y Chipre
En enero de 2020, inició su segunda ciclo en el FC Ashdod. Un año más tarde, producto de los buenos resultados obtenidos, extendió su contrato por tres temporadas y media. No obstante, en mayo de 2023, anunció su salida del club israelí.
El 15 de noviembre de 2023, fue contratado nuevamente por el AEK Larnaca. Tras ganar 18 de los 27 encuentros disputados, fue premiado como el mejor entrenador de la temporada. El 14 de mayo de 2024, el club anunció su salida por mutuo acuerdo.

#### Selección de Israel
El 23 de mayo de 2024, fue anunciado como entrenador de la selección de Israel.

## Clubes

### Como jugador
| Club                 | País   | Año       |
| -------------------- | ------ | --------- |
| Maccabi Petah-Tikvah | Israel | 1987-1995 |
| Hapoel Haifa         | Israel | 1995-2001 |
| Maccabi Petah-Tikvah | Israel | 2001-2002 |
| Bnei Yehuda          | Israel | 2002-2003 |

### Como entrenador
| Club                 | País   | Año           |
| -------------------- | ------ | ------------- |
| Hapoel Haifa         | Israel | 2006          |
| Ironi Kiryat Shmona  | Israel | 2006-2008     |
| Maccabi Tel Aviv     | Israel | 2008          |
| Ironi Kiryat Shmona  | Israel | 2009-2012     |
| AEK Larnaca          | Chipre | 2012-2013     |
| Hapoel Tel Aviv      | Israel | 2013-2014     |
| Maccabi Petah-Tikvah | Israel | 2014-2016     |
| Beitar Jerusalén     | Israel | 2016-2017     |
| F.C. Ashdod          | Israel | 2017          |
| Selección de Chipre  | Chipre | 2017-2019     |
| F.C. Ashdod          | Israel | 2020-2023     |
| AEK Larnaca          | Chipre | 2023-2024     |
| Selección de Israel  | Israel | 2024-presente |

## Palmarés

### Como jugador

#### Campeonatos nacionales
| Título                  | Club                 | País   | Año     |
| ----------------------- | -------------------- | ------ | ------- |
| Copa Toto Artzit        | Maccabi Petah-Tikvah | Israel | 1989-90 |
| Copa Toto Artzit        | Maccabi Petah-Tikvah | Israel | 1990-91 |
| Copa Toto Leumit        | Maccabi Petah-Tikvah | Israel | 1994-95 |
| Liga Nacional de Israel | Hapoel Haifa         | Israel | 1998-99 |
| Copa Toto Leumit        | Hapoel Haifa         | Israel | 2000-01 |

### Como entrenador

#### Campeonatos nacionales
| Título                 | Club                 | País   | Año     |
| ---------------------- | -------------------- | ------ | ------- |
| Liga Leumit            | Ironi Kiryat Shmona  | Israel | 2006-07 |
| Copa Toto Leumit       | Ironi Kiryat Shmona  | Israel | 2006-07 |
| Liga Leumit            | Ironi Kiryat Shmona  | Israel | 2009-10 |
| Copa Toto Leumit       | Ironi Kiryat Shmona  | Israel | 2009-10 |
| Copa Toto AI           | Ironi Kiryat Shmona  | Israel | 2010-11 |
| Liga Premier de Israel | Ironi Kiryat Shmona  | Israel | 2011-12 |
| Copa Toto AI           | Ironi Kiryat Shmona  | Israel | 2011-12 |
| Copa Toto AI           | Maccabi Petah-Tikvah | Israel | 2015-16 |